# Jared Tanner
Pour les articles homonymes, voir Tanner.
Jared Tanner est un mathématicien américain qui travaille à l'Institut de mathématiques de l'université d'Oxford.

## Formation et carrière
Il a obtenu son B.Sc. en physique de l'université de l'Utah en 1997. Il obtient ensuite son doctorat à l'université de Californie à Los Angeles en 2002 sous la direction de Eitan Tadmor, avec une thèse intitulée « Adaptive High Resolution Recovery of Piecewise Smooth Data From Its Spectral Information ». Il est rédacteur en chef de la revue Information and Inference: A Journal of the IMA.

## Prix et distinctions
Il est lauréat du Prix Monroe-Martin en 2010 et du Prix Leslie Fox en 2003. En 2008 il reçoit le Prix Philip-Leverhulme.

## Publications
- (en) Nicholas J. Higham (éd. et préf.), Mark R. Dennis, Paul Glendinning, Paul A. Martin, Fadil Santosa et Jared Tanner, The Princeton companion to applied mathematics, Princeton et Oxford, Princeton University Press, coll. « Princeton companions », septembre 2015, 1re éd., 1 vol., XVII-994, 27 cm (ISBN 978-0-691-15039-0, EAN 9780691150390, OCLC 923003755, SUDOC 190115718, présentation en ligne, lire en ligne).